# 山崎真 (サッカー選手)
山崎 真（やまざき まこと、1970年10月31日 - ）は、鹿児島県出身の元サッカー選手、指導者。

## 来歴

### 現役時代
鹿屋体育大学在学時には攻撃的ミッドフィールダーとして活躍し、4年次に九州大学リーグのアシスト王と最優秀選手を受賞。
大学卒業後、1993年にJリーグの浦和レッドダイヤモンズに入団。同期に池田太、西野努、池田伸康らがいる。シーズン序盤は怪我で出遅れたが、同年9月3日のNICOSシリーズ、ヴェルディ川崎（現東京ヴェルディ）戦でリーグデビューを飾ると左DF（サイドバック）として数回出場。しかし1994年は、新加入の杉山弘一に同ポジションを奪われ出場機会を得られなかった。
1995年、ジャパンフットボールリーグ（JFL）の東京ガスサッカー部（現・FC東京）へ移籍。1996年には関東リーグのプリマハムFC土浦に移籍し、JFL昇格に貢献。翌1997年に発足した水戸ホーリーホックにもMFとして所属。同年をもって現役を引退。

### 指導者時代
大分トリニータ強化担当を経て、1999年に古巣FC東京へ復帰。普及部コーチ及びトップチーム強化担当を務め、新人発掘やスカウトに尽力した。
その後はモンテディオ山形、アルビレックス新潟の育成組織で指導。2006年、JFA指導者A級ライセンス取得。
2009年、サンフレッチェ広島ユースコーチに就任。2011年山口国体において、サッカー少年男子広島選抜監督として3位入賞した。
2018年シーズン、なでしこリーグに所属するアルビレックス新潟レディースの監督に就任した。
2019年、オルカ鴨川FCの監督に就任した。
2020年、ラインメール青森FCのヘッドコーチに就任したが、同年限りで退任した。

## 所属クラブ
- 1986年 - 1988年 鹿児島県立大口高等学校[5]
- 1989年 - 1992年 鹿屋体育大学
- 1993年 - 1994年  浦和レッドダイヤモンズ
- 1995年  東京ガスサッカー部
- 1996年  プリマハムFC土浦
- 1997年  水戸ホーリーホック

## 個人成績
| 国内大会個人成績 | 国内大会個人成績 | 国内大会個人成績 | 国内大会個人成績 | 国内大会個人成績 | 国内大会個人成績 | 国内大会個人成績 | 国内大会個人成績 | 国内大会個人成績 | 国内大会個人成績 | 国内大会個人成績 | 国内大会個人成績 |
| 年度             | クラブ           | 背番号           | リーグ           | リーグ戦         | リーグ戦         | リーグ杯         | リーグ杯         | オープン杯       | オープン杯       | 期間通算         | 期間通算         |
| 年度             | クラブ           | 背番号           | リーグ           | 出場             | 得点             | 出場             | 得点             | 出場             | 得点             | 出場             | 得点             |
| 日本             | 日本             | 日本             | 日本             | リーグ戦         | リーグ戦         | リーグ杯         | リーグ杯         | 天皇杯           | 天皇杯           | 期間通算         | 期間通算         |
| ---------------- | ---------------- | ---------------- | ---------------- | ---------------- | ---------------- | ---------------- | ---------------- | ---------------- | ---------------- | ---------------- | ---------------- |
| 1993             | 浦和             | -                | J                | 6                | 0                | 4                | 0                | 2                | 0                | 12               | 0                |
| 1994             | 浦和             | -                | J                | 0                | 0                | 0                | 0                | 0                | 0                | 0                | 0                |
| 1995             | 東京ガス         | 22               | 旧JFL            | 19               | 4                | -                | -                | 1                | 0                | 20               | 4                |
| 1996             | プリマハム       |                  | 関東1部          | 0                | 0                | -                | -                | 1                | 0                | 1                | 0                |
| 1997             | 水戸             | 24               | 旧JFL            | 16               | 2                | -                | -                | 0                | 0                | 16               | 2                |
| 通算             | 日本             | 日本             | J                | 6                | 0                | 4                | 0                | 2                | 0                | 12               | 0                |
| 通算             | 日本             | 日本             | 旧JFL            | 35               | 6                | -                | -                | 2                | 0                | 37               | 6                |
| 通算             | 日本             | 日本             | 関東             |                  |                  | -                | -                |                  |                  |                  |                  |
| 総通算           |                  |                  |                  |                  |                  |                  |                  |                  |                  |                  |                  |

## 指導歴
- 1998年 大分トリニータ強化部[5]
- 1999年 - 2002年 FC東京
  - 1999年 普及部 コーチ[5]
  - 2000年 - 2002年 強化部[5]
- 2003年 - 2006年 モンテディオ山形
  - 2003年 育成普及ディレクター[5]
  - 2004年 - 2005年 ユース 監督[3]
  - 2006年 ジュニアユース庄内 監督[4]
- 2007年 秋田県国体成年女子 監督[5]
- 2008年 アルビレックス新潟U-13 監督[5]
- 2009年 - 2012年 サンフレッチェ広島ユースコーチ
  - 2011年 広島県国体少年男子 監督 (兼務)
- 2013年 - 2015年 産業能率大学サッカー部 コーチ
- 2016年 名古屋グランパスU-18 監督[12]
- 2017年 名古屋グランパスU-18コーチ
- 2018年 アルビレックス新潟レディース 監督
- 2019年 オルカ鴨川FC 監督
- 2020年 ラインメール青森FC ヘッドコーチ
- 2021年10月 - ベガルタ仙台
  - 2021年10月 - 2022年1月 育成部長
  - 2022年2月 - 2023年1月 アカデミーダイレクター兼育成部長
  - 2023年2月 - アカデミーダイレクター